# 부끼 레츠 킬 어글리 타임 디퍼프 앰플
부끼 레츠 킬 어글리 타임 디퍼프 앰플(VKKI Let’s Kill Ugly Time Depuff Ampoule)은 대한민국의 화장품 브랜드 VKKI(한글 표기: 부끼)에서 출시한 기능성 앰플형 제품이다. 줄여서 부끼 앰플 또는 VKKI Ampoule로도 불린다.

## 개요
해당 제품은 부끼서울에서 2025년 출시했으며, 안면 및 눈가 붓기 완화, 피부 보습, 탄력 증가, 주름 및 멜라닌 개선 등을 목적으로 개발되었다. 제품명에 포함된 “Let’s Kill Ugly Time”은 '추해지는 시간을 없애자'는 의미를 내포하고 있다.

## 효능 및 인체적용시험
2024년 7월부터 8월까지 한국피부과학연구원에서 실시한 인체적용시험 결과에 따르면, 다음과 같은 피부 개선 효과가 통계적으로 입증되었다.
- 안면 붓기 완화: 4주 사용 후 -0.14cc 감소 (p < 0.05)
- 눈가 붓기 완화: -0.10cc 감소 (p < 0.05)
- 눈가 주름: 10.69% 개선 (p < 0.001)
- 진한 멜라닌 완화: 25.16% 개선 (p < 0.01)
- 피부 탄력 증가: 1.89% (p < 0.001)
- 피부 보습 증가: 178.50% (4주 사용 기준)

실험 대상은 43~60세의 성인 여성 22명으로 구성되었으며, 시험 기간 동안 이상반응은 보고되지 않았다.

## 제조 및 브랜드
제품은 부끼서울이 제조 및 유통하며, 브랜드명은 VKKI이다. 브랜드의 주요 콘셉트는 **붓기, 피로감, 노화 징후를 가볍게 케어하는 일상 속 기능성 스킨케어**에 있다.

## 참고 문헌
1. ↑  “부끼 앰플 인체적용시험 결과”. 한국피부과학연구원. 2024년 8월 27일. 2025년 3월 29일에 확인함.

## 같이 보기
- 화장품
- 기능성 화장품
- 피부 붓기
- 대한민국의 화장품 브랜드